# Dąbkowice (gmina)
Dąbkowice (od 1953 Jamno) – dawna gmina wiejska istniejąca do 1953 roku w woj. warszawskim, a następnie w woj. łódzkim. Nazwa gminy pochodzi od wsi Dąbkowice, lecz siedzibą władz gminy było Jamno.
W okresie międzywojennym gmina Dąbkowice należała do powiatu łowickiego w woj. warszawskim. 29 listopada 1933 roku z części obszaru gminy Dąbkowice utworzono nową gminę Domaniewice. 1 kwietnia 1939 roku gminę wraz z całym powiatem łowickim przeniesiono do woj. łódzkiego.
Po wojnie gmina zachowała przynależność administracyjną. Według stanu z 1 lipca 1952 roku gmina Dąbkowice składała się z 22 gromad. 21 września 1953 roku jednostka o nazwie gmina Dąbkowice została zniesiona przez przemianowanie na gminę Jamno.